# Ágnes Ságvári
Ágnes Ságvári (* 1928 in Ungarn; † 2000) war eine ungarische Historikerin. Sie war die Schwester des ungarischen Revolutionärs Ándrás Ságvári. 
Ágnes Ságvári hatte bis 1998 den Lehrstuhl für Verwaltungsgeschichte und vergleichende Geschichte des 20. Jahrhunderts an der Universität Budapest inne. Sie beschäftigte sich unter anderem mit dem Holocaust in Ungarn.